# 2021 FIFA U-17ワールドカップ
2021 FIFA U-17ワールドカップ（西: Copa Mundial de Fútbol Sub-17 de 2021）は、2021年に開催が予定されていた19回目のFIFA U-17ワールドカップである。2019年10月に行われたFIFAの理事会でペルーが開催国として承認。ペルーでの開催は2005年以来2度目である。
2020年12月24日、新型コロナウイルス感染症の世界的流行により、2021 FIFA U-20ワールドカップとともに中止が発表された。開催国のペルーは2023 FIFA U-17ワールドカップの開催国として引き継がれる予定。

## 出場資格
各チームの登録人数は21人（うち、ゴールキーパーは3人まで）。年齢制限は、誕生日が2004年1月1日以降の選手。

## 開催地決定まで
2019年10月24日、上海で行われたFIFA評議会でペルーで開催されることが正式に決定された。同時にU20W杯の開催国はインドネシアに決定した。ペルーは当初2019年大会開催国であったが、その後インフラ面などを考慮した結果、ペルーの開催権を剥奪。そのため改めて2021年にスライド開催が決定したという。